# Arcidiecéze Dháka
Arcidiecéze Dháka se nachází v Bangladéši, je katolickou diecézí a její ritus je latinský.

## Historie a současnost
Dne 15. února 1850 papež Pius IX. zřídil apoštolský vikariát východního Bengálska z bengálského vikariátu. Prvním vikářem se stal Thomas Oliffe, titulární biskup miloský. O třicet šest let později, 1. září 1886 byl vikariát povýšen na diecézi se stejným jménem a o rok později byla přejmenována na diecézi Dháka. Roku 1927 byla z části jejího území vytvořena diecéze Čattagrám.
Dne 15. července 1950 byla diecéze papežem Piem XII. povýšena na metropolitní arcidiecézi Dháka a po dvou letech byla z části jejího území vytvořena apoštolská prefektura Haflong. Poté roku 1987 byla vytvořena diecéze Mymensingh a roku 2011 diecéze Sylhet.
K roku 2011 měla arcidiecéze 62 080 věřících, 48 diecézních knězů, 58 řeholních knězů, 140 řeholníků, 530 řeholnic a 15 farností. Hlavním chrámem je katedrála Svaté Marie. Patronkou arcidiecéze je Panna Maria Neposkvrněná.

## Seznam vikářů, biskupů a arcibiskupů

### Apoštolští vikáři
- Thomas Oliffe - Titulární biskup miloský (1850-1855)
- Louis Verité, C.S.C. - Apoštolský pro-vikář (1856-1860)
- Pierre Dufal, C.S.C. - Titulární biskup delcuský (1860-1876)

### Biskupové východního Bengálska
- Jordan Ballsieper, O.S.B. (1878-1887)

### Biskupové dháčtí
- Jordan Ballsieper, O.S.B. (1887-1890)
- Augustine Louage, C.S.C. (1890-1894)
- Peter Joseph Hurth, C.S.C. (1904-1909)
- Frederick Linneborn, C.S.C. (1909-1915)
- Amand-Théophile-Joseph Legrand, C.S.C. (1916-1929)
- Timothy Joseph Crowley, C.S.C. (1929-1945)
- Lawrence Leo Graner, C.S.C. (1947-1950)

### Arcibiskupové dháčtí
- Lawrence Leo Graner, C.S.C. (1950-1967)
- Theotonius Amal Ganguly, C.S.C. (1967-1977)
- Michael Rozario (1977-2005)
- Paulinus Costa (2005-2011)
- Patrick D'Rozario, C.S.C. (2011-2020)
- Bejoy Nicephorus D'Cruze (od 2020)

### Pomocní biskupové a biskupové koadjutorové

#### Pomocní biskupové
- Theotonius Amal Ganguly, C.S.C. (1960-1965) - poté arcibiskup koadjutor dhácký
- Theotonius Gomes, C.S.C. (1996-2014)

#### Biskupové koadjutorové
- Timothy Joseph Crowley, C.S.C. (1927-1929) - poté biskup dhácký
- Theotonius Amal Ganguly, C.S.C. (1965-1967) - poté arcibiskup dhácký
- Patrick D'Rozario, C.S.C. (2010-2011) - poté arcibiskup dhácký